# Tidlig adgang
Tidlig adgang eller early access er en populær finansieringstrategi brugt af mange computerspiludviklere, hvor forbrugere kan købe et spil og spille det mens det stadig er under udvikling. Udvikleren af spillet kan så bruge disse penge til at udvikle videre på spillet. Dem der betaler får ofte mulighed for at hjælpe udvikleren med at forbedre spillet imens det er under udvikling, ved for eksempel at give feedback, og komme med idéer til at forbedre spillet.
| computerspil | Spire Denne computerspilsrelaterede artikel er en spire som bør udbygges. Du er velkommen til at hjælpe Wikipedia ved at udvide den. |